# Bello (Chileens geslacht)

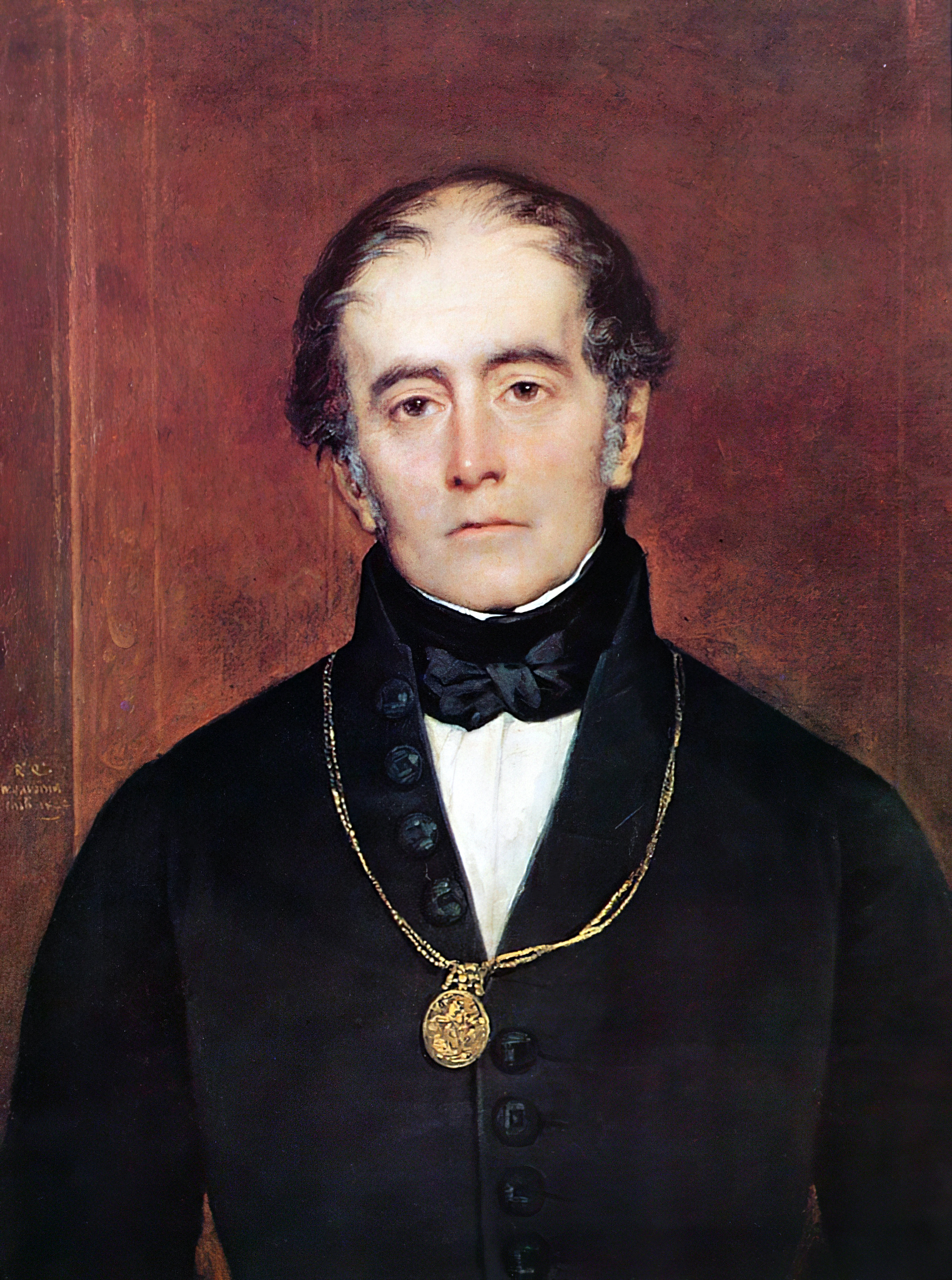
Andrés Bello (1781-1865)

Het Chileense geslacht Bello komt oorspronkelijk uit Spanje. De bekendste telg van het geslacht is Andrés de Jesús María y José Bello López (1781-1865), Venezolaans/Chileens dichter, schrijver, filosoof en politicus. Hij was getrouwd met (1) María Ana (Mariana) Boyland (†1821) en (2) Elizabeth (Isabel Antonia) Dunn, beiden van Engelse afkomst. 
1. Andrés de Jesús María y José Bello López (1781-1865)
  1. Andrés Ricardo Bello Dunn
    1. Emilio Bello Codesido (1868-1963), minister, gezant, waarnemend president van Chili in 1925, tr. Elisa Balmaceda de Toro, dochter van José Manuel Balmaceda Fernández (1840-1891), president van Chili 1886-1891
    2. Ana Bello Codesido, tr. José Rafael Balmaceda Fernández (1850-1911), afgevaardigde, minister, broer van José Manuel Balmaceda Fernández (1840-1891), president van Chili 1886-1891
      1. Ernesto Balmaceda Bello (1885/1886-1906), diplomaat, vermoord in Brussel

  2. Emilio Bello Dunn (1845-†onbekend), afgevaardigde

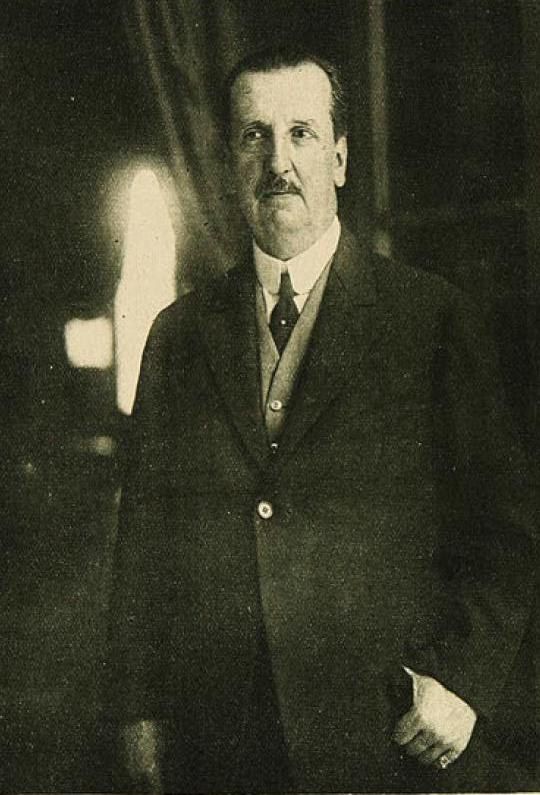
President Emilio Bello Codesido (1868-1963)